# الحرب اليابانية الصينية الثانية

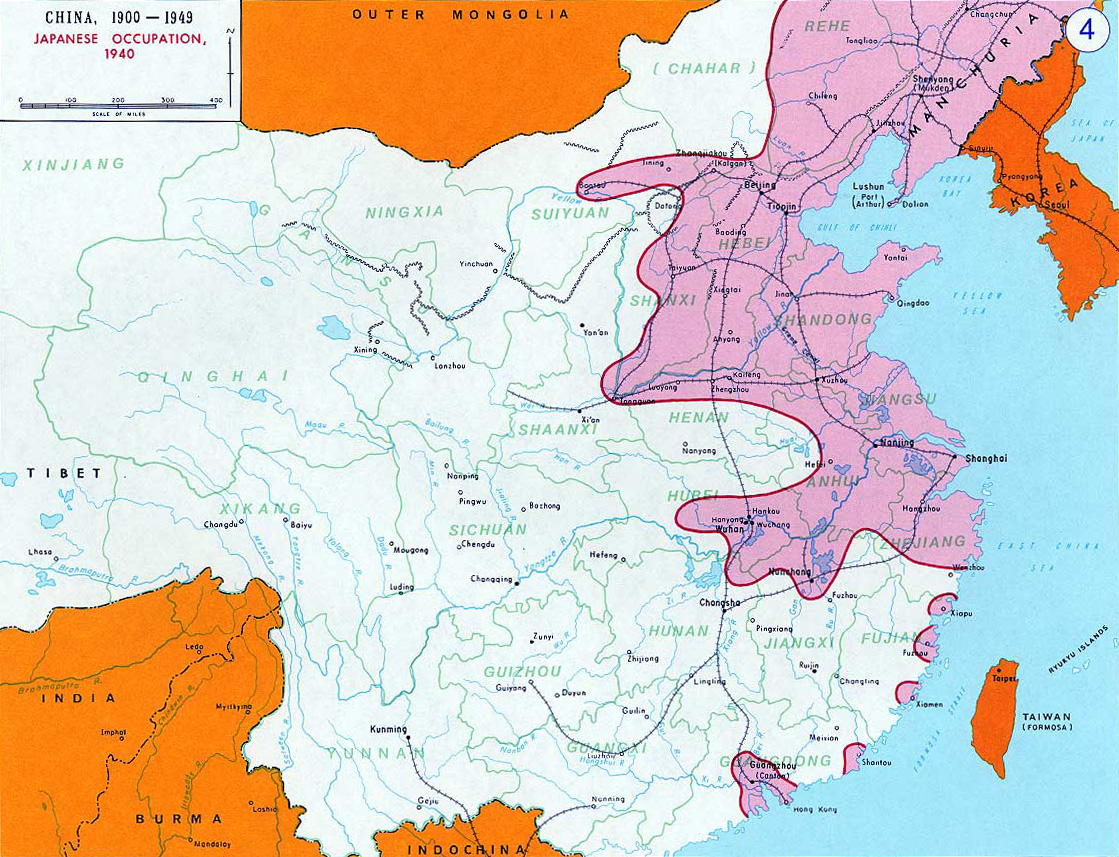
المناطق الصينية تحت السيطرة اليابانية سنة 1940

كانت الحرب اليابانية الصينية الثانية نزاعًا عسكريًّا دار في المقام الأول بين جمهورية الصين وإمبراطورية اليابان منذ 7 يوليو 1937 إلى سبتمبر 1945. بدأت الحرب بحادثة «جسر ماركو بولو» في عام 1937؛ إذ تصاعد النزاع بين القوات اليابانية والصينية ليصل إلى معركة حربية. تُرجع بعض المصادر في جمهورية الصين الشعبية الحديثة؛ تاريخ بداية الحرب إلى الغزو الياباني لإقليم منشوريا التابع للصين عام 1931. تُعرف الحرب في الصين باسم حرب المقاومة؛ باللغة الصينية (中国抗日战争) وبنظام بينيين للكتابة الرسمية (Zhōngguó Kàngrì Zhànzhēng) بما يعني حرفيًا (حرب المقاومة الصينية ضد اليابان).
قاتلت الصين اليابان بمساعدة من الاتحاد السوفيتي والولايات المتحدة. وبعد الهجوم الياباني على الأسطول الأمريكي في قاعدته البحرية في ميناء بيرل هاربر عام 1941؛ اندمجت الحرب مع نزاعات أخرى في الحرب العالمية الثانية؛ كجهة رئيسية للقتال عُرِفت باسم مسرح عمليات بورما الهند في الصين. يرى بعض الباحثين أن تصاعد اندلاع الحرب اليابانية الصينية الثانية على نطاق واسع في سنة 1937 كان بداية الحرب العالمية الثانية. كانت الحرب اليابانية الصينية الثانية أكبر حرب آسيوية في القرن العشرين. تُشكل غالبية الضحايا من المدنيين والعسكريين في حرب المحيط الهادئ؛ نسبة ما بين 10 ملايين و 25 مليون مدني صيني، ونحو أكثر من 4 ملايين من العسكريين الصينيين واليابانيين؛ وذلك بسبب أعمال العنف المتصلة بالحرب والمجاعات وأسباب أخرى.
كانت الحرب نتيجة لسياسة الإمبريالية اليابانية التي دامت عقودًا من الزمن؛ بغرض توسيع نفوذ الامبراطورية اليابانية سياسيًا وعسكريًا، وذلك من أجل تأمين الوصول إلى احتياطيات المواد الخام ولتأمين الوصول إلى الغذاء والعمالة. جلبت فترة ما بعد الحرب العالمية الأولى مزيدًا من الضغوط على الحكومة اليابانية؛ فقد سعى اليساريون إلى المطالبة بحق الاقتراع العام ونحو منح العمال مزيدًا من الحقوق. كذلك أدت زيادة إنتاج المنسوجات من قِبل المصانع الصينية إلى التأثير بالسلب على الإنتاج الياباني. وقد تسبب الكساد الكبير في تباطؤ شديد فيما يخص الصادرات. كل ذلك  ساهم في نشوء النزعة القومية المتشددة، والتي بلغت ذروتها بصعود فصيل عسكري فاشي إلى السلطة. قاد هذا الفصيل في ذروته مجلس وزراء «هيديكي توجو» التابع لرابطة مساعدة حكم الإمبراطورية بموجب مرسوم من الإمبراطور هيروهيتو. وفي عام 1931، ساعدت «حادثة موكدين» في إشعال شرارة الغزو الياباني لإقليم منشوريا التابع للصين. هُزم الصينيون وأنشأت اليابان دولة دمية (عميلة) جديدة، هي مانشوكو؛ لذلك يشير العديد من المؤرخين إلى عام 1931 باعتباره بداية الحرب اليابانية الصينية الثانية. تبنت حكومة جمهورية الصين الشعبية الجديدة هذا الرأي. وفي الفترة من عام 1931 إلى عام 1937، واصلت الصين واليابان المناوشات في اشتباكات محلية صغيرة، تسمى «الحوادث».
في أعقاب حادث جسر ماركو بولو، حقق اليابانيون انتصارات كبرى؛ فاستولوا، في عام 1937، على بكين وشنغهاي والعاصمة الصينية نانجينغ، وأدى ذلك إلى حدوث مذبحة نانجينغ. وبعد الفشل في إيقاف اليابانيين في معركة ووهان، نُقلت الحكومة المركزية الصينية إلى تشونغتشينغ (تشونغكينغ) في الداخل الصيني. وبحلول عام 1939، وبعد الانتصارات الصينية في تشانغشا وجوانغشي، ومع امتداد اتصالات الجنود اليابانية إلى أعماق الداخل الصيني، وصلت الحرب إلى طريق مسدود. عجز اليابانيون أيضًا عن إلحاق الهزيمة بالقوات الشيوعية الصينية في شنشي، والتي شنت حملة من التخريب وحرب العصابات ضد الغزاة. وفي حين أحكمت اليابان سيطرتها على المدن الكبرى، فإنها كانت تفتقر إلى العدد الكافي من القوات للسيطرة على المناطق الريفية الشاسعة في الصين. في نوفمبر 1939، شنت القوات القومية الصينية هجومًا كبيرًا في فصل الشتاء، في حين شنت القوات الشيوعية الصينية هجومًا مضادًا في وسط الصين في أغسطس 1940.
في 7 ديسمبر 1941، هاجم اليابانيون الأسطول الأمريكي في قاعدته البحرية في ميناء بيرل هاربر، وفي اليوم التالي أعلنت الولايات المتحدة الحرب على اليابان. بدأت الولايات المتحدة في مساعدة الصين بنقل المواد جوًا عبر جبال الهيمالايا، وذلك نتيجة لإغلاق طريق بورما، عقب هزيمة الحلفاء في بورما. وفي عام 1944، قامت اليابان بعملية إتشي غو، والتي أسفرت عن غزو هينان وتشانغشا. غير أن ذلك لم يؤد إلى استسلام القوات الصينية. وفي عام 1945، استأنفت قوة المشاة الصينية تقدمها في بورما، وأكملت طريق ليدو الذي يربط الهند بالصين. وفي الوقت نفسه، أطلقت الصين هجمات مضادة واسعة النطاق في جنوب الصين، ما أسفر عن استعادة غرب هونان وجوانغشي.
ورغم استمرارها في احتلال جزء من أراضي الصين، استسلمت اليابان في نهاية المطاف في الثاني من سبتمبر 1945، لقوات الحلفاء في أعقاب إلقاء القنبلتين الذريتين على هيروشيما وناغازاكي، وفي أعقاب الغزو السوفييتي لإقليم منشوريا الذي كان تحت سيطرة اليابان. استسلمت قوات الاحتلال اليابانية المتبقية (باستثناء القوات في منشوريا) رسميًا في التاسع من سبتمبر 1945، مع انعقاد المحكمة العسكرية الدولية للشرق الأقصى في التاسع والعشرين من إبريل 1946. وفي ختام مؤتمر القاهرة في 22 و 26 نوفمبر 1943، قرر حلفاء الحرب العالمية الثانية كبح ومعاقبة العدوان الياباني من خلال إعادة جميع الأراضي التي ضمتها اليابان من الصين، بما في ذلك منشوريا وتايوان / فورموزا وبسكادورز، إلى الصين، وطرد اليابان من شبه الجزيرة الكورية. اُعترف بالصين كواحدة من أكبر أربعة حلفاء خلال الحرب، وأصبحت واحدة من الدول الخمس دائمة العضوية في مجلس الأمن التابع للأمم المتحدة.

## الخلفيات التاريخية
يمكن إرجاع أصول الحرب اليابانية الصينية الثانية إلى الحرب الصينية اليابانية الأولى في عام 1894-1895، والتي هُزمت فيها الصين، التي كانت تحت حكم أسرة تشينغ، على يد اليابان، وأُجبرت على التنازل عن فورموزا لصالح اليابان، والاعتراف باستقلال كوريا التام والكامل في معاهدة شيمونوسيكي. استولت اليابان أيضا على جزر دياويوداو/ سينكاكو في أوائل عام 1895 نتيجة انتصارها في نهاية الحرب (زعمت اليابان أن الجزر كانت غير مأهولة بالسكان في عام 1895). وكانت أسرة تشينغ على شفا الانهيار بسبب الثورات الداخلية والإمبريالية الأجنبية، في حين برزت اليابان كقوة عظمى من خلال تدابيرها التحديثية الفعالة.

### جمهورية الصين
أُسست جمهورية الصين في عام 1912، في أعقاب ثورة شينهاي، والتي أطاحت بآخر سلالة إمبريالية في الصين، سلالة تشينغ (1644-1911). ومع ذلك، تفككت السلطة المركزية وخضعت سلطة الجمهورية لسلطة أمراء الحرب الإقليميين، ومعظمهم من جيش بييانغ السابق. وقد بدا توحيد الأمة وصد الإمبريالية أمرًا بعيد المنال. حتى أن بعض أمراء الحرب تحالفوا مع قوى أجنبية مختلفة في معاركهم مع بعضهم البعض. فعلى سبيل المثال، تعاون أمير الحرب «تشانغ زولين» من منشوريا من عصبة فنغتيان؛ بشكل علني مع اليابانيين من أجل المساعدة العسكرية والاقتصادية.

### واحد وعشرون مطلبًا
في عام 1915، أصدرت اليابان «واحد وعشرون مطلبًا» لابتزاز المزيد من الامتيازات السياسية والتجارية من الصين، وقد قبلها يوان شيكاي. بعد الحرب العالمية الأولى، تحصلت اليابان على مجال نفوذ الإمبراطورية الألمانية في مقاطعة شاندونغ، الأمر الذي أدى إلى احتجاجات مناهضة لليابان في تلك المقاطعة، وإلى مظاهرات حاشدة في كافة أرجاء الصين. وفي ظل حكومة بيانغ، ظلت الصين مجزأة وغير قادرة على مقاومة الاعتداءات الأجنبية. ومن أجل توحيد الصين وهزيمة أمراء الحرب الإقليميين، أطلق الكومينتانغ (المعروف بالحزب القومي الصيني) في جوانغتشو الحملة الشمالية من عام 1926 إلى عام 1928 بمساعدة محدودة من الاتحاد السوفيتي.

### حادثة جينان
اجتاح الجيش الوطني الثوري ( إن أر أيه)، المشكل من حزب الكومينتانغ، الصين الجنوبية والصين الوسطى، ولكن أُعيق تقدمه في شاندونغ، حيث تصاعدت المواجهات مع الحامية اليابانية وتحولت إلى صراع مسلح. كانت هذه الصراعات مجتمعة تعرف باسم حادثة جينان لعام 1928، والتي خلالها قتل الجيش الياباني بشكل عنيف عدة مسؤولين صينيين، وأطلق قذائف مدفعية على جينان. ويُعتقد أن ما بين 2000 و 11000 من المدنيين الصينيين واليابانيين قد قتلوا خلال هذه الصراعات. وجراء هذا الحادث؛ ساءت بشدة العلاقات بين الحكومة الوطنية الصينية واليابان.

### إعادة توحيد الصين (1928)
مع اقتراب الجيش الثوري الوطني من بكين، قرر تشان تسولين التراجع إلى منشوريا، وذلك قبل اغتياله على يد جيش كوانتونغ في عام 1928. تولى ابنه تشان سيوليان، منصب زعيم عصبة فنجتيان في منشوريا. في وقت لاحق من العام ذاته، قرر تشان إعلان ولائه إلى الحكومة القومية في نانجينغ تحت قيادة شيان كاي- شيك، وبالتالي، وُحدت الصين اسميًا في ظل حكومة واحدة.

### الحرب الصينية السوفيتية 1929
أدى نزاع يوليو- نوفمبر عام 1929 حول خط السكك الحديدية الشرقية الصينية (سي إي آر) إلى زيادة التوترات في الشمال الشرقي مما أسفر عن حادثة موكدين ومن ثم الحرب اليابانية الصينية الثانية. انتصار الجيش الأحمر السوفيتي على قوات تشان سيوليان لم يعيد تأكيد السيطرة السوفيتية على خط السكك الحديدية الشرقية الصينية في منشوريا فحسب ولكنه كشف عن نقاط الضعف العسكرية الصينية التي سارع ضباط جيش كوانتونغ الياباني إلى إظهارها.
أذهل أداء الجيش الأحمر السوفيتي اليابانيين. كانت منشوريا منطقة محورية لسياسة اليابان في شرق آسيا. أعاد مؤتمرا المنطقة الشرقية الإمبراطورية لعامي 1921 و1927 تأكيد تعهد اليابان بأن تكون القوة المهيمنة في الشمال الشرقي. زعزع انتصار الجيش الأحمر عام 1929 تلك السياسة حتى الصميم وأعاد فتح مشكلة منشوريا. بحلول عام 1930، أدرك جيش كوانتونغ أنه يواجه الجيش الأحمر الذي ما انفك يزداد قوة. كان أوان اتخاذ الإجراءات يقترب وعُجلت الخطط اليابانية لغزو الشمال الشرقي.

### الحزب الشيوعي الصيني
في عام 1930، اندلعت حرب السهول الوسطى في جميع أنحاء الصين، وشارك فيها القادة الإقليميون ومنهم جماعة ما المسلمة الذين قاتلوا إلى جانب الكومينتانغ خلال الحملة الشمالية، وحكومة نانجينغ تحت قيادة شيان. حارب الحزب الشيوعي الصيني (سي بّي سي) في السابق علنًا ضد الحكومة نانجينغ بعد مذبحة شنغهاي عام 1927، واستمر نزاعهما خلال هذه الحرب الأهلية. قررت حكومة الكومينتانغ في نانجينغ تركيز جهودها على قمع الشيوعيين الصينيين من خلال حملات تطويق، باتباع سياسة «التهدئة الداخلية أولًا، ثم المقاومة الخارجية».

## مقدمة: غزو منشوريا وشمال الصين
قدمت الحرب الداخلية في الصين فرصًا ممتازة لليابان، التي رأت في منشوريا موردًا غير محدود من المواد الخام وسوقًا لسلعها المصنعة (التي أصبحت مستبعدة من أسواق العديد من الدول الغربية نتيجة للرسوم الجمركية التي فُرضت في فترة الكساد) ودولة حامية عازلة أمام الاتحاد السوفيتي في سيبيريا. غزت اليابان منشوريا مباشرة بعد حادثة موكدين في سبتمبر 1931. ادعت اليابان أن حقوقها في منشوريا، والتي فُرضت نتيجة لانتصارها في نهاية الحرب الروسية اليابانية، قد انتُهكت بشكل منهجي وكان هناك «أكثر من 120 حالة انتهاك للحقوق والمصالح وتدخلات في الأعمال التجارية ومقاطعة للبضائع اليابانية وضرائب غير منطقية واحتجاز للأفراد ومصادرة للممتلكات وعمليات إخلاء ومطالبات بوقف الأعمال التجارية واعتداءات بالضرب واضطهاد للسكان الكوريين».
بعد خمسة أشهر من القتال، أقامت اليابان دولة مانشوكو في عام 1932، لتكون دولة دمية، ونصبت آخر أباطرة الصين، بوئي، حاكمًا عليها. بكونها أضعف من أن تتحدى اليابان عسكريًا بشكل مباشر، ناشدت الصين عصبة الأمم للحصول على المساعدة. أسفر تحقيق العصبة عن نشر تقرير ليتون، الذي أدان اليابان على توغلها في منشوريا، مما تسبب في انسحاب اليابان من عصبة الأمم. لم تتخذ أي دولة إجراءات ضد اليابان بخلاف التنديد الباهت.
أعقب حادثة موكدين قتال متواصل. في عام 1932، خاضت القوات الصينية واليابانية معركة سُميت بحادثة 28 يناير. أدى ذلك إلى نزع السلاح من شنغهاي، والتي منعت الصينيين من نشر القوات في مدينتهم. في مانشوكو كانت هناك حملة مستمرة لهزيمة الجيوش التطوعية المعادية لليابان والتي نشأت من الغضب المنتشر إزاء سياسة عدم مقاومة اليابان.
في عام 1933، هاجم اليابانيون منطقة سور الصين العظيم. وُضعت هدنة تانغو في أعقابه، ومنحت اليابان السيطرة على مقاطعة جيهول بالإضافة إلى منطقة منزوعة السلاح بين سور الصين العظيم ومنطقة بيبين- تيانجين. هدفت اليابان إلى إنشاء منطقة عازلة أخرى بين مانشوكو والحكومة القومية الصينية في نانجينغ.
استغلت اليابان صراعات الصين الداخلية أكثر فأكثر لتقليل قوة خصومها المنقسمين. حتى بعد سنوات من البعثة الشمالية، اقتصرت السلطة السياسية للحكومة القومية على منطقة دلتا نهر يانغتسي فقط. أساسًا، كانت أقسام أخرى من الصين في أيدي أمراء الحرب الصينيين المحليين. بحثت اليابان عن العديد من العملاء الصينيين وساعدتهم على إنشاء حكومات صديقة لليابان. دُعيت هذه السياسة بسياسة تخصيص شمال الصين، المعروفة أكثر باسم الحركة الاستقلالية لشمال الصين. المحافظات الشمالية التي تأثرت بهذه السياسة: تشهار وسويوان وخبي وشانشي وشاندونغ.
كانت هذه السياسة اليابانية فاعلة أكثر في منطقة منغوليا الداخلية وخبي الحاليتان. في عام 1935، وتحت الضغط الياباني، وقعت الصين اتفاقية خي-أوميزو، التي منعت حزب الكومينتانغ من إجراء أعمال وحملات  حزبية في خبي. في نفس العام، وُقعت اتفاقية تشين- دويهارا لطرد حزب الكومينتانغ من تشهار. وهكذا، بحلول نهاية عام 1935، تخلت الحكومة الصينية عن شمال الصين. في مكانها، أُنشئت حكومة شرق خبي المستقلة ومجلس خبي- تشهار السياسي المدعومين من قِبل اليابان. تأسست في فراغ سلطة تشهار، الحكومة العسكرية المغولية في 12 مايو 1936. قدمت اليابان كل المساعدات العسكرية والاقتصادية اللازمة. بعد ذلك واصلت القوات التطوعية الصينية مقاومة العدوان الياباني في منشوريا وتشهار وسويوان.

## مسار الحرب

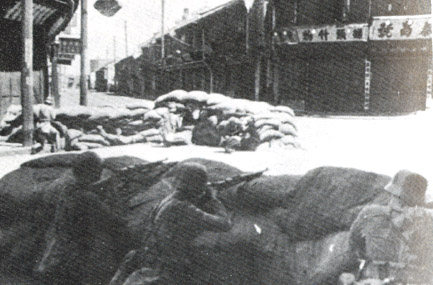
موقع استيطاني صيني يطل على تقاطع طرق، شنغهاي عام 1937

### 1937: غزو شامل للصين
في ليلة 7 يوليو 1937، تبادلت القوات الصينية واليابانية إطلاق النار في محيط جسر ماركو بولو (أو لوغو)، وهو طريق دخول أساسي إلى بكين. ما بدأ على أنه مناوشات فوضوية ومتفرقة سرعان ما تصاعد إلى معركة واسعة النطاق سقطت فيها بكين ومدينة تيانجين الساحلية في أيدي القوات اليابانية (يوليو – أغسطس 1937). في 29 يوليو، تمرد نحو 5,000 جندي من الفيلقين الأول والثاني من جيش هوبي الشرقي، وانقلبوا ضد الحامية اليابانية. بالإضافة إلى عناصر الجيش اليابانيين، قُتل نحو 260 مدني يقطن في تونغتشو بموجب بروتوكول بوكسر عام 1901، في التمرد (أغلبهم من اليابانيين ومنهم قوات شرطة وبعض الكوريين أيضًا). بعدها، أشعل الصينيون النار ودمروا معظم المدينة. نجا نحو 60 مدني ياباني فقط، وهم الذين قدموا للصحفيين ولاحقًا للمؤرخين إفادات مباشرة. نتيجة لعنف التمرد ضد المدنيين اليابانيين، هز تمرد تونغتشو الرأي العام داخل اليابان بشدة.

### معركة شنغهاي
أظهر المقر العام الإمبراطوري في طوكيو ترددًا مبدئيًا في تصعيد الصراع إلى حرب شاملة، راضيًا عن المكاسب التي حققها في شمال الصين بعد حادثة جسر ماركو بولو. ومع ذلك، قرر حزب الكومينتانغ أن العدوان الياباني قد بلغ «حده الأقصى».
سارع شيانغ كاي شيك في حشد جيش الحكومة المركزية وسلاح الجو ووضعهما تحت قيادته المباشرة. طالب اليابانيون بانسحاب جميع القوات الصينية من شنغهاي، بعد إطلاق النار على ضابط ياباني حاول دخول مطار هونغكياو العسكري في 9 أغسطس 1937؛ رفض الصينيون مباشرة تلبية هذا المطلب. ردًا على ذلك، زحف كل من الصينيين واليابانيين بتعزيزاتهم إلى منطقة شنغهاي.
هاجم جنود الكومينتانغ، في 13 أغسطس 1937، مواقع مشاة البحرية اليابانية في شنغهاي، وعبرت قوات الجيش الياباني ومشاة البحرية بدورهما إلى المدينة بدعم من البحرية في تشابي، فنتج عن ذلك معركة شنغهاي. أمرت القوات الصينية تحت قيادة تشان تشي تشونغ في 14 أغسطس، بالاستيلاء على المعاقل اليابانية في شنغهاي أو تدميرها، مما أدى إلى نشوب قتال مرير في الشوارع. قصفت طائرات الكومينتانغ أثناء هجومها على الطراد الياباني إيزومو، مستوطنة شنغهاي الدولية عن طريق الخطأ، مما أدى إلى مقتل أكثر من 3,000 مدني.
أرسلت البحرية الإمبراطورية اليابانية خلال ثلاثة أيام، من 14 أغسطس حتى 16 في عام 1937، العديد من الطلعات بواسطة قاذفات القنابل الأرضية متوسطة الثقل بعيدة المدى ميتسوبيشي جي 3 إم، وكانت متطورة حينها، إضافة إلى طائرات متنوعة تُقلع عن طريق الحاملات على أمل تدمير القوات الجوية الصينية. ومع ذلك، واجهت البحرية الإمبراطورية اليابانية مقاومة غير متوقعة من الأسراب المقاتلة المدافعة عن الصين كيرتس هوك من الطرازين الثاني والثالث وبوينغ بَي-26 و281 بيشوتر؛ تكبد سلاح الجو خسائر فادحة (50%) من الطيارين الصينيين المدافعين (حدد حزب الكومينتانغ لاحقًا يوم 14 أغسطس ليكون يوم القوات الجوية الصينية).
أصبحت سماء الصين منطقة اختبار لتصميمات الطائرات المقاتلة ذات السطحين والجيل الجديد من الطائرات المقاتلة أحادية السطح. أدخلت القوات اليابانية بدءًا من 18 سبتمبر 1937، مقاتلات إيه 5 إم «كلود» المتقدمة على مسرح عمليات شنغهاي ونانجنغ، مما ساعدهم على تحقيق مستوى معين من التفوق الجوي. ومع ذلك، فقد أثبت قلة من الطيارين الصينيين المتمرسين، بالإضافة إلى العديد من الطيارين المقاتلين الصينيين الأمريكيين المتطوعين، بمن فيهم الرائد آرت تشين، والرقيب جون وونغ بان يانغ، والنقيب تشان كي وونغ، ثباتًا وصمودًا، حتى في طائراتهم ذات السطحين الأقدم والأكثر بطئًا، أمام طائرات إيه 5 إم الأنيقة في المناورات الجوية، وتبيّن أنها معركة استنزاف أيضًا ضد القوات الجوية الصينية. في بداية المعركة، بلغ قوام القوة المحلية للجيش الوطني الثوري نحو خمسة فرق، أو نحو 70,000 جندي، في حين ضمت القوات اليابانية المحلية نحو 6,300 عنصر من مشاة البحرية. هاجمت القوات الجوية الصينية في 23 أغسطس عمليات إنزال القوات اليابانية في وو سونغ كو في شمال شنغهاي بطائرات مقاتلة من طراز هوك 3 ومقاتلة مرافقة من طراز بّي-26/281، واعترض اليابانيون معظم الهجوم بمقاتلات إيه 2 إن وإيه 4 إن من على متن حاملتي الطائرات هوشو وريودزو، إذ أسقطوا العديد من الطائرات الصينية في حين فقدوا طائرة واحدة من طراز إيه 4 إن في مناورة مع الملازم وانغ شينروي في طائرته بّي-26/281؛ نجحت تعزيزات الجيش الياباني في الوصول إلى شمال شنغهاي. أرسل الجيش الإمبراطوري الياباني في النهاية أكثر من 200 ألف جندي، إلى جانب العديد من السفن البحرية والطائرات، للاستيلاء على المدينة. فاقت خسائرهم التوقعات الأولية بكثير، بعد أكثر من ثلاثة أشهر من القتال العنيف. في 26 أكتوبر، استولى الجيش الياباني على داتشانغ، وهي نقطة مهمة داخل شنغهاي، وفي 5 نوفمبر، وصلت التعزيزات الإضافية لليابان من خليج هانغتشو. أخيرًا، في 9 نوفمبر، بدأ الجيش الوطني الثوري انسحابًا عامًا.

### معركة ومذبحة نانجنغ
استولى الجيش الإمبراطوري الياباني على مدينة نانجنغ، عاصمة جمهورية الصين (ديسمبر1937) وعلى شانسي الشمالية (سبتمبر- نوفمبر 1937)، بعد النصر الذي حققوه في شنغهاي. ضمت هذه الحملات نحو 350,000 جندي ياباني، وعدد أكبر بكثير من الصينيين.
يقدر المؤرخون أنه بين 13 ديسمبر 1937 وأواخر يناير 1938، قتلت القوات اليابانية وأصابت من نحو 40,000 إلى 300,000 صيني (معظمهم من المدنيين) في «مذبحة نانجنغ» المعروفة أيضًا باسم «اغتصاب نانجنغ»، بعد سقوطها. ومع ذلك، جادل المؤرخ ديفيد أسكو من جامعة ريتسوميكان اليابانية بأن أقل من 32,000 مدني وجندي لقوا حتفهم وما لا يزيد عن 250,000 مدني بقوا في نانجنغ، ولجأت الغالبية العظمى منهم إلى منطقة الأمان في نانجنغ، وهي منطقة آمنة أُقيمت في الخارج بقيادة جون رابي الذي كان مسؤولًا في الحزب النازي. كان أكثر من 75% من السكان المدنيين في نانجنغ قد فروا بالفعل منها قبل بدء المعركة في حين لجأ معظم من تبقى إلى المنطقة الآمنة فيها، وتركوا وراءهم الطبقات المنبوذة المعدمة فقط مثل شعبي تانكا وديو.
في عام 2005، أثار كتاب التاريخ المدرسي الذي أعدته الجمعية اليابانية لإصلاح كتب التاريخ، والذي وافقت عليه الحكومة في عام 2001، موجة من الاحتجاجات والاعتراضات في الصين وكوريا. وأشارت إلى مذبحة نانجنغ وغيرها من الفظائع مثل مذبحة مانيلا باعتبارها «حادثة»، وتسترت على قضية نساء المتعة، وذكرت بإيجاز مقتل الجنود والمدنيين الصينيين في نانجنغ. لم تأتي نسخة إصدار عام 2005 لكتاب المرحلة الإعدادية المدرسي بعنوان كتاب التاريخ الجديد على ذكر «مذبحة نانجنغ» أو «حادثة نانجنغ». في الواقع، كانت الجملة الوحيدة التي أشارت إلى هذا الحدث هي: «احتلت ]القوات اليابانية[ تلك المدينة في ديسمبر». ينكر بعض اليمينيين اليابانيين وقوع المذبحة، ونجحوا في الضغط من أجل مراجعة واستبعاد المعلومات الموجودة في الكتب المدرسية اليابانية.

### 1938
في بداية عام 1938، كانت القيادة في طوكيو تأمل في الحد من نطاق الصراع بهدف احتلال المناطق المحيطة بشنغهاي ونانجنغ ومعظم شمال الصين. اعتقدوا أن هذا من شأنه أن يحافظ على القوة اللازمة للمواجهة المتوقعة مع الاتحاد السوفيتي، ولكن بحلول ذلك الوقت فقدت الحكومة اليابانية والمقر الإمبراطوري العام السيطرة على الجيش الياباني في الصين. بعد تحقيق العديد من الانتصارات، صعّد الجنرالات اليابانيون الحرب في جيانغسو في محاولة للقضاء على المقاومة الصينية، لكنهم هُزموا في معركة تايرزوانغ (مارس - أبريل 1938). بعد ذلك، غيّر الجيش الإمبراطوري الياباني استراتيجيته ونشر تقريبًا جميع قواته الموجودة في الصين لمهاجمة مدينة ووهان، التي أصبحت المركز السياسي والاقتصادي والعسكري للصين، على أمل تدمير القوة القتالية للجيش الوطني الثوري وإجبار حكومة حزب الكومينتانغ على التفاوض من أجل السلام. في 6 يونيو، استولوا على كايفنغ، عاصمة خنان، وهددوا بالاستيلاء على تشنغتشو، ملتقى سكة حديد بينغان ولونغهاي.
لمنع التقدم الياباني في غرب وجنوب الصين، أمر شيانغ كاي شيك، بناءً على اقتراحٍ من تشن غوفو، بفتح السدود على النهر الأصفر بالقرب من تشنغتشو. كانت الخطة الأصلية تدمير السد في جاوكو، ولكن بسبب العقبات في ذلك المكان، دُمر سد هوايوانكو على الضفة الجنوبية في 5 و7 يونيو عن طريق الحفر، وتدفقت مياه الفيضانات على شرق خنان، ووسط أنهوي، وشمال وسط جيانغسو. غطت الفيضانات ودمرت آلاف الكيلومترات المربعة من الأراضي الزراعية وأزاحت مصب النهر الأصفر مئات الأميال إلى الجنوب. غمرت المياه آلاف القرى وأٌجبر عدة ملايين من القرويين على إخلاء منازلهم. غرق نحو 400 ألف شخص من بينهم جنود يابانيون وتشرد 10 ملايين آخرين. امتلأت الأنهار بالجثث إذ غرق سكان التانكا بعد انقلاب قواربهم. أثرت الأضرار التي لحقت بالمزارع على السكان مما تسبب بأزمة جوع لاحقة. استولى اليابانيون، رغم ذلك، على ووهان في 27 أكتوبر 1938، مما أجبر حزب الكومينتانغ على التراجع إلى تشونغتشينغ، لكن شيانغ كاي شيك استمر في رفض التفاوض، قائلًا إنه سيفكر بإجراء المحادثات في حال وافقت اليابان على الانسحاب إلى حدود ما قبل عام 1937. في عام 1937، سار الجيش الإمبراطوري الياباني مباشرة إلى قلب الأراضي الصينية.
مع تزايد الخسائر والتكاليف اليابانية، حاول المقر العام الإمبراطوري كسر المقاومة الصينية من خلال إصدار أوامر للطيران البحري والجيش بشن أولى الغارات الجوية الضخمة في الحرب على أهداف مدنية. ضرب الغزاة اليابانيون عاصمة الكومينتانغ المؤقتة المنشأة حديثًا، تشونغتشينغ، ومعظم المدن الرئيسية الأخرى في الصين غير المحتلة، مما تسبب في مقتل وجرح وتشريد العديد من الأشخاص.